# Admete frigida
Admete frigida is een slakkensoort uit de familie van de Cancellariidae. De wetenschappelijke naam van de soort is voor het eerst geldig gepubliceerd in 1885 door Rochebrune & Mabille.